# Liste von Synagogen in Österreich
Die Liste von Synagogen in Österreich enthält ehemalige und bestehende Synagogen in Österreich. Bei der früher bestehenden großen Zahl von Synagogen und Bethäusern kann diese Liste nicht vollständig sein.
Für eine umfangreiche Aufstellung Wiener Synagogen siehe auch die Liste jüdischer Andachtsstätten in Wien.
Bei dem Erbauungsjahr ist das Jahr der Fertigstellung angegeben; bei den kursiv dargestellten Jahreszahlen handelt es sich um ungefähre Werte.
Navigation: Burgenland Niederösterreich Oberösterreich Salzburg Steiermark Tirol Vorarlberg Wien
| Stadt                 | Bundesland       | Name                                 | Erbaut | Zerstört | Bemerkung | Bild |
| --------------------- | ---------------- | ------------------------------------ | ------ | -------- | --- | ---- |
|                       |                  |                                      |        |          | |      |
| Burgenland            |                  |                                      |        |          | |      |
| Eisenstadt            | Burgenland       | Synagoge                             | 1833   | 1938     | Bei den Novemberpogromen niedergebrannt (oder erst nach 1945 abgerissenen)                                                 |      |
| Frauenkirchen         | Burgenland       | Synagoge                             | 1883   | 1939     | Auf Beschluss der städtischen Gemeinde abgerissen                                                                          |      |
| Güssing               | Burgenland       | Synagoge Güssing                     | 1838   | 1953     | Inneneinrichtung bei Novemberpogrom zerstört, ab 1939 Turn- und Festhalle, 1953 teils abgetragen und durch Rathaus ersetzt |      |
| Kobersdorf            | Burgenland       | Synagoge                             | 1860   |          | Nach 1938 Turnhalle; nach 1945 Verfall, ab 1976 Restaurierung                                                              |      |
| Oberwart              | Burgenland       | Synagoge                             | 1904   |          | Heute Nutzung als Zentralmusikschule                                                                                       |      |
| Stadtschlaining       | Burgenland       | Synagoge                             | 1864   |          | 1864 Umbau eines älteren Bethauses; heute Bibliothek                                                                       |      |
| Niederösterreich      |                  |                                      |        |          | |      |
| Atzgersdorf           | Burgenland       | Synagoge Atzgersdorf                 | 1900   | 1938     | Bei den Novemberpogromen niedergebrannt                                                                                    |      |
| Baden bei Wien        | Niederösterreich | Synagoge                             | 1873   |          | 1938 Inneneinrichtung zerstört; 2005 als Synagoge wiedereröffnet                                                           |      |
| Bruck an der Leitha   | Niederösterreich | Synagoge                             | 1300   |          | Wurde über Jahrhunderte für christliche Kapelle gehalten                                                                   |      |
| Ebenfurth             | Niederösterreich | Synagoge                             | 1600   | 1994     | Lange als Wohnhaus genutzt; dieses 1994 abgerissen                                                                         |      |
| Gänserndorf           | Niederösterreich | Synagoge                             | 1889   |          | Umgebaut; von Abriss bedroht                                                                                               |      |
| Hainburg an der Donau | Niederösterreich | Synagoge                             | 1400   |          | |      |
| Korneuburg            | Niederösterreich | Synagoge                             | 1325   |          | |      |
| Mödling               | Niederösterreich | Synagoge                             | 1914   | 1938     | Bei den Novemberpogromen niedergebrannt, Ruine 1987 abgerissen                                                             |      |
| Neunkirchen           | Niederösterreich | Erste Synagoge                       | 1375   |          | Ab 1738 nicht mehr als Synagoge genutzt lediglich Mauerwerk erhalten                                                       |      |
| Neunkirchen           | Niederösterreich | Synagoge                             | 1883   | 1984     | Lediglich Außenmauern mit Gedenktafel vorhanden                                                                            |      |
| Oberwaltersdorf       | Niederösterreich | Synagoge                             | 1600   |          | Heute als Wohnhaus genutzt                                                                                                 |      |
| St. Pölten            | Niederösterreich | Alte Synagoge                        | 1885   | 1907     | Vorher Fabrikgebäude, für Bau der neuen Synagoge abgerissen                                                                |      |
| St. Pölten            | Niederösterreich | Neue Synagoge                        | 1913   |          | Jüdisches Kulturzentrum |      |
| Tulln an der Donau    | Niederösterreich | Synagoge                             | 1280   |          | Erst seit 2002 wieder als ehemalige Synagoge erkannt                                                                       |      |
| Wiener Neustadt       | Niederösterreich | Erste Synagoge                       | 1383   |          | Nur bis 1496/97 Synagoge, dann Kirche, verschiedentlich wiederaufgebaut                                                    |      |
| Wiener Neustadt       | Niederösterreich | Synagoge                             | 1902   | 1953     | Bei den Novemberpogromen beschädigt; 1953 abgerissen                                                                       |      |
| Oberösterreich        |                  |                                      |        |          | |      |
| Linz                  | Oberösterreich   | Ehemalige Synagoge                   | 1877   | 1938     | Bei den Novemberpogromen niedergebrannt, Ruine 1967 abgerissen                                                             |      |
| Linz                  | Oberösterreich   | Moderne Synagoge                     | 1968   |          | An Stelle der zerstörten Synagoge erbaut                                                                                   |      |
| Salzburg              |                  |                                      |        |          | |      |
| Salzburg              | Salzburg         | Synagoge                             | 1901   |          | Bei den Novemberpogromen stark beschädigt; 1968 wiedereröffnet                                                             |      |
| Steiermark            |                  |                                      |        |          | |      |
| Graz                  | Steiermark       | Alte Synagoge                        | 1892   | 1938     | Bei den Novemberpogromen niedergebrannt                                                                                    |      |
| Graz                  | Steiermark       | Neue Synagoge                        | 2000   |          | |      |
| Tirol                 |                  |                                      |        |          | |      |
| Innsbruck             | Tirol            | Synagoge (Innsbruck)                 | 1993   |          | An Stelle der 1938 verwüsteten und später abgerissenen Synagoge                                                            |      |
| Vorarlberg            |                  |                                      |        |          | |      |
| Hohenems              | Vorarlberg       | Jüdisches Leben in Hohenems#Synagoge | 1772   |          | Nach Zweitem Weltkrieg andere Nutzung und Umbauten; 2001 Teilrekonstruktion; Musikschule                                   |      |
| Wien                  |                  |                                      |        |          | |      |
| Wien                  | Wien             | Stadttempel                          | 1826   |          | Einzige historisch erhaltene Synagoge Wiens                                                                                |      |
| Wien                  | Wien             | Leopoldstädter Tempel                | 1858   | 1938     | Vorbild für zahlreiche europäische Synagogen; bei den Novemberpogromen zerstört                                            |      |
| Wien                  | Wien             | Türkischer Tempel                    | 1887   | 1938     | Synagoge der Sephardim; bei den Novemberpogromen zerstört                                                                  |      |
| Wien                  | Wien             | Vereinssynagoge Müllnergasse         | 1889   | 1938     | Nach Plänen von Max Fleischer errichtet; bei den Novemberpogromen zerstört                                                 |      |
| Wien                  | Wien             | Jubiläumstempel                      | 1908   | 1938     | Nach Plänen von Jakob Gartner errichtet; bei den Novemberpogromen zerstört; auch als Synagoge Siebenbrunnengasse bekannt   |      |
| Wien                  | Wien             | Simmeringer Tempel                   | 1899   | 1938     | Nach Plänen von Jakob Gartner errichtet; bei den Novemberpogromen zerstört                                                 |      |
| Wien                  | Wien             | Brigittenauer Tempel                 | 1900   | 1938     | Nach Plänen von Jakob Gartner errichtet; bei den Novemberpogromen zerstört                                                 |      |